# مارك وير
مارك وير (بالإنجليزية: Mark Weir) هو لاعب تايكوندو بريطاني، ولد في 19 سبتمبر 1967 في غلوستر في المملكة المتحدة.

## وصلات خارجية
- مارك وير على موقع يو إف سي (الإنجليزية)
- مارك وير على موقع شيردوغ (الإنجليزية)
- مارك وير على موقع IMDb (الإنجليزية)